# Toszek (stacja kolejowa)
Toszek – stacja kolejowa w miejscowości Toszek, w województwie śląskim, w powiecie gliwickim, w gminie Toszek, w Polsce.

## Ruch pasażerski
| Rok  | Wymiana pasażerska na dobę |
| ---- | -------------------------- |
| 2017 | 150-199                    |
| 2022 | 150-199                    |